# Кравчик Чичерина
Кравчик Чичерина (Lethrus (Heteroplistodus) tschitscherini) — жук семейства Навозники-землерои (Geotrupidae) надсемейства пластинчатоусых. В отличие от своих близких родственников — навозников и копров, питается не экскрементами травоядных животных, а растительностью.

## Этимология
Видовое название дано в честь Тихона Сергеевича Чичерина (11.09.1869 — 22.03.1904) — российского дворянина, энтомолога, колеоптеролога, члена-корреспондента Петербургской Академии наук, который был крупным специалистом по жукам, открывшим и описавшим более 500 новых для науки таксонов, один из основателей Русского энтомологического обозрения (1901).

## Описание
Длина тела 14—21 мм. Окраска черная, матовая со слабым синеватым отливом на нижней стороны. Правая мандибула несколько больше левой, её нижняя сторона гладкая — без придатка или бугорка. Левая мандибула с придатком около основания, который направлен внутрь и назад. Мандибулы самок без придатков симметричные. Переднеспинка в частых, крупных и глубоких точках. Надкрылья с глубокими бороздками, промежутки между которыми выпуклые, несут отдельные неглубокие точки и поперечные морщинки

## Ареал и места обитания
Эндемичный вид для юго-востока Джунгарского Алатау. Известны находки жуков на правом берегу реки Или от района Жаркента на западе до района Кульджи (на территории Кореи) на востоке. В Казахстане проходит окраинная часть ареала. Жук населяет остепненные предгорья и низкогорья. Жуки встречаются как на подгорной равнине, так и высоко в горах (вплоть до нижней границы
елового пояса). Имаго встречаются в апреле-июне.

## Биология
Образ жизни сходен с другими видами рода. Имаго выходят на поверхность почвы весной и живут сначала поодиночке в неглубоких норах. Затем находят себе пару. Спаривание наблюдалось на поверхности почвы. Пара жуков углубляет норку (глубина законченной норы 45—60 см). В её нижней части закладывает несколько ячеек для потомства. Каждая из ячеек заполняется комком из срезанных листьев и молодых побегов растений. Яйцо откладывается под ячейку с пищей. Инкубация длится около 2 недель. Стадия личинки (в зависимости от температуры почвы) проходит в течение 30—35 дней. Перед окукливанием личинка из собственных экскрементов и из частичек почвы строит кокон.
Имаго питаются зелеными листьями и молодыми побегами, за которыми они могут довольно высоко взбираться на растения. Обычно жуки срезают несколько листьев или побегов, сбрасывают их вниз, а затем опускаются и подбирают с земли срезанные части растений.

## Охрана
Пока еще относительно обычный вид, но численность его сокращается из-за перевыпаса скота и распашки земель. Занесён в Красную книгу Казахстана.